# Ahütte
Ahütte mit den Weilern bzw. Einzellagen Beuerhof, Hammermühle, Wolfenbachermühle und Paulushof ist ein Ortsteil der Ortsgemeinde Üxheim im Landkreis Vulkaneifel in Rheinland-Pfalz mit etwa 130 Einwohnern.

## Lage
Die Ortschaft liegt in der Kalkeifel, einer kleineren Region im Nordwesten der Vulkaneifel an der Grenze zu Nordrhein-Westfalen. Üxheim ist etwa einen Kilometer westnordwestlich entfernt, Daun 16 km südlich und die Stadt Trier gut 63 km südlich (alle Distanzen in Luftlinie).
Ahütte wird von Westen her vom Rohrsbach durchflossen, der am südöstlichen Ortsrand in den Ahr-Zufluss Ahbach mündet. Das dominierende Ortszentrum in dessen Talaue liegt auf einer Höhe von etwa 360 m ü. NHN, die Randhöhen unmittelbar im Südosten und Nordwesten steigen bis auf etwa 430 m ü. NHN.

## Geschichte
Eine Besiedlung der Umgebung ist seit der Zeit der Kelten und später durch die Römer anhand diverser Funde und Ausgrabungen nachgewiesen. Nördlich der Ortschaft wurde 1911 beim Bau der Eisenbahn Reste einer römischen Villa gefunden. Die Gründung, zumindest aber der Name von Ahütte, geht offenbar auf eine Eisenhütte zurück, die nachweislich seit dem 18. Jahrhundert bestand und sich im Besitz der Grafen von Aremberg befand, möglicherweise aber älteren Ursprungs ist. 1885 wird in einem amtlichen Verzeichnis die Gemeinde Üxheim-Ahütte (Bürgermeisterei Kerpen im Kreis Daun) bestehend aus den Gemeindeeinheiten Ahütte mit 145, Üxheim mit 201 Einwohnern sowie den Wohnplätzen Beuerhof mit vier und Hammermühle mit fünf Einwohnern genannt.
Am 1. Januar 1968 schlossen sich die bis zu diesem Zeitpunkt selbständigen Ortsgemeinden Üxheim-Ahütte (mit seinerzeit 508 Einwohnern), Leudersdorf und Niederehe zur neu gebildeten Gemeinde Üxheim zusammen. Am 1. Februar 1968 kam noch Heyroth hinzu.

## Politik
Die Ortsteile Üxheim und Ahütte bilden gemäß Hauptsatzung einen von vier Ortsbezirken der Ortsgemeinde Üxheim. Er wird politisch von einem Ortsbeirat sowie einem Ortsvorsteher vertreten.
Der Ortsbeirat von Üxheim-Ahütte besteht aus fünf Mitgliedern, die bei der Kommunalwahl am 9. Juni 2024 in einer Mehrheitswahl gewählt wurden, und dem ehrenamtlichen Ortsvorsteher als Vorsitzendem.
Birgit Mauer wurde am 23. Juli 2024 Ortsvorsteherin von Üxheim-Ahütte. Da für die Direktwahl am 9. Juni 2024 kein Wahlvorschlag eingereicht wurde, oblag die Neuwahl der Ortsvorsteherin gemäß rheinland-pfälzischer Gemeindeordnung dem Ortsbeirat, der sich in seiner konstituierenden Sitzung für Maurer entschied.
Ihr Vorgänger war Willibert Daniels.

## Kultur und Sehenswürdigkeiten

### Baudenkmäler
Unter Denkmalschutz stehen:

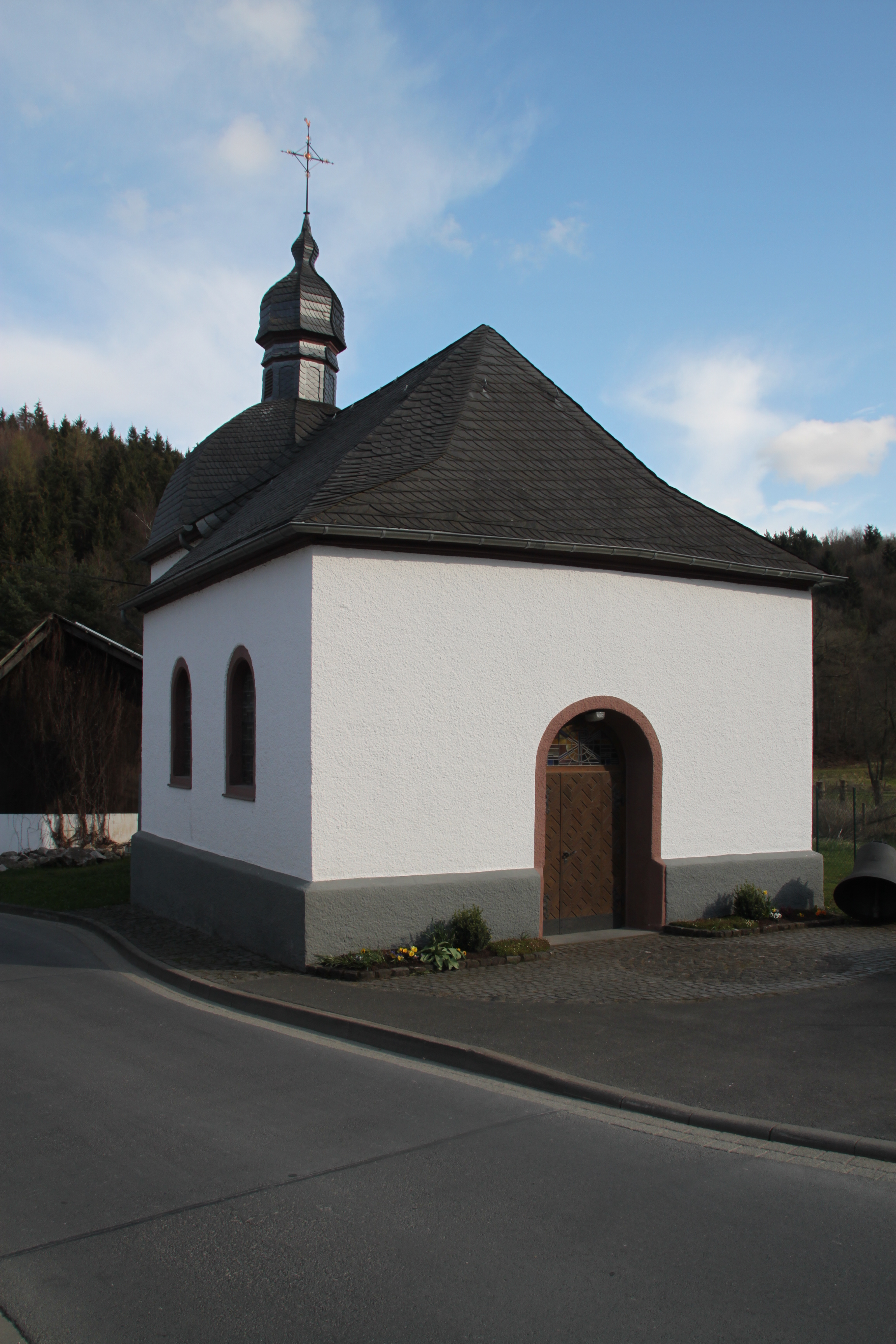
Ahütte, Kath. Kapelle St. Josef

- der historische Bahnhof Üxheim-Ahütte mit Haupt- und Nebengebäude sowie Güterschuppen von 1912 an der ehemaligen Bahnstrecke Dümpelfeld–Lissendorf liegt.[12] An Räumen erhalten geblieben sind unter anderem Wartehalle, Dienstraum, Stellwerksraum und Güterverladung. Nach langem Leerstand wurde das Denkmal in den Jahren 2021 und 2022 mit Unterstützung der Deutschen Stiftung Denkmalschutz saniert. Auf einem Gleisstück stehen zwei Uerdinger Schienenbusse.[13] Am 14./15. Januar 2023 erfolgte die Wiederöffnung als Museumsbahnhof Ahütte.[14] Betrieben wird eine Bahnhofs-Gastronomie, -Cafe und -Pension mit zahlreichen Informationsveranstaltungen.
- die ehemalige „Arenbergische Mühle“ (Mühlenweg 4), ein Komplex aus drei Gebäuden samt Mühlengraben als Denkmalzone mit einem Putzbau von 1820 nebst Backofenvorbau sowie einem Nebengebäude aus Bruchstein sowie teilweiser Fachwerkbauweise,
- die katholische Filialkirche „St. Joseph“ in der Ahbachstraße 18, ein zweiachsiger barocker Saalbau aus dem Jahr 1705, sowie
- in der Gemarkung nördlich der Ortslage im Ahbachtal die Ruine der Burg Neublankenheim (Anfang des 14. Jahrhunderts) mit einem viergeschossigen Wehrturm.
- Südlich in der Gemarkung von Üxheim befindet sich neben der ehemaligen Bahnstrecke die Ruine der Burg Dreimühlen.[15]

### Naturschutz
Südlich der Ortslage und des Kalksteinbruchs liegt das Naturschutzgebiet Ahbachtal mit dem Bachlauf des Ahbachs, dem Talgrund und dem bewaldeten Talhang mit einer Fläche von gut 56 ha. Hierzu gehört auch das Naturdenkmal Dreimühlen-Wasserfall.

## Wirtschaft und Infrastruktur

### Betriebe
Die Wirtschaft des Ortsteils wird vom Abbau von Kalkstein und dessen Weiterverarbeitung dominiert. Das Ortsbild ist geprägt durch das Abbaugelände und die Silhouette der Verarbeitungsanlagen, insbesondere des Schachtofens für die Herstellung von gebranntem Kalk. Das Kalk in verschiedenen Variationen produzierende Unternehmen gibt als Gründungsjahr 1835 an und beschäftigt nach eigenen Angaben heute etwa 35 Mitarbeiter. In unmittelbarer Nachbarschaft befindet sich ein 1923 gegründetes Zementwerk mit ca. 65 Beschäftigten, das überwiegend Portlandzement herstellt. Seit 1983 stehen beide Betriebe unter derselben Leitung.
Darüber hinaus gibt es noch eine überschaubare Anzahl weiterer Betriebe überwiegend im Bereich des Dienstleistungssektors.
Die Land- und Forstwirtschaft, die auch in den letzten gut 150 Jahren schon an Bedeutung verloren hat, findet überwiegend im Nebenerwerb statt.

### Tourismus
Etwa ein Kilometer von Ahütte entfernt liegt der Wasserfall Dreimühlen am Ahbach.
Ahütte liegt nahe am Eifelsteig, von wo seit 2018 zusätzliche Schleifen ausgeschildert sind: Der 7,7 Kilometer lange Dreimühlenweg, der mit einem stilisierten Wasserfall ausgeschildert ist, sowie die 8,5 Kilometer lange Üxheim-Runde, die mit Hilfe einer Zeichnung der Üxheimer Pfarrkirche Maria Himmelfahrt zu finden ist. Durch den Ort führen als markierte Wanderwege unter anderem der Geo-Rundweg Hillesheim und der Eifelkrimi-Wanderweg. Ferner verläuft der Kalkeifel-Radweg als Teilstück eines überregionalen Fernradwegenetzes unter Nutzung von Teilabschnitten der ehemaligen Bahntrasse durch Ahütte.
Beherbergung und Gastronomie besteht in Ahütte durch den 2023 eröffneten Museumsbahnhof Ahütte. Die historische Bahnhofsanlage befand sich zuvor seit Anfang 2021 in Sanierung und Umbau zum „lebendigen Museum“ als Seminarhaus mit Café und Pensionsbetrieb.
Einige Kilometer entfernt der Kalkbrüche in Hammermühle im Ahbachtal gibt es Ferienwohnungen.

### Verkehr

#### Straße
Die nächste Autobahn ist die A 1 mit den Anschlussstellen 114 „Blankenheim“ im Norden und 118 „Gerolstein“ im Süden. Nach Fertigstellung des Lückenschlusses der A 1 in der Eifel wird die Autobahn nur wenige Kilometer östlich der Ortschaft verlaufen und sie über die zukünftigen Anschlussstellen „Adenau“ und „Kelberg“ anbinden. Die Bundesstraße 421 verläuft einige Kilometer südwestlich und die B 410 südlich. Es gibt regelmäßige Busverbindungen in die umliegenden Orte.

#### Schiene
- In Ahütte befand sich ein Bahnhof an der am 1. Juli 1912 für den Betrieb freigegebenen Bahnstrecke Dümpelfeld–Lissendorf (Obere Ahrtalbahn), welche seit über 50 Jahren stillgelegt ist. Zu besonderen Anlässen findet inzwischen ein „nostalgischer Schienenersatzverkehr“ mit Oldtimer-Bussen vom Museumsbahnhof Ahütte statt.[26]
- An der Eifelbahn gibt es in Lissendorf und Oberbettingen-Hillesheim Regionalbahnhöfe; in Jünkerath und Gerolstein befinden sich die nächstgelegenen Regional-Express-Bahnhöfe und Bonn Hauptbahnhof sowie Koblenz Hauptbahnhof sind Fernbahnhöfe mit IC/ICE-Verbindungen.

#### Flugverkehr
Die nächstgelegenen Verkehrslandeplätze sind der Flugplatz Dahlemer Binz und der Flugplatz Bitburg; internationale Flughäfen sind der Flughafen Köln/Bonn und der Flughafen Luxemburg.